# Isla Ve
Isla Ve (en malgache: Nosy Ve) es el nombre de un arrecife y un cayo ubicado a dos kilómetros de la pequeña localidad costera de Anakao, en la costa norte de Mahafaly, en Madagascar. Nosy en malgache significa "isla", Ve podría ser una distorsión de la palabra Be (que significa grande).
El arrecife de Nosy Ve tiene forma de riñón, es de aproximadamente 4,5 kilómetros de largo y 1,8 kilómetros de ancho. Sirve de soporte a un cayo emergido de 1200 m de largo y 500 m de ancho.